# Ират (округ)
Округ И́рат (англ. Erath County) расположен в США, штате Техас. На 2000 год численность населения составляла 33 001 человек. По оценке бюро переписи населения США в 2009 году население округа составляло 36 184 человек. Окружным центром является город Стивенвилл.

## История
Округ Ират был сформирован в 1856 году.

## География
По данными Бюро переписи населения США площадь округа Ират составляет 2813 км².

### Основные шоссе
- Шоссе 67
- Шоссе 281
- Шоссе 377
- Автострада 6
- Автострада 108

### Соседние округа
- Пало-Пинто  (север)
- Худ  (северо-восток)
- Сомервелл  (восток)
- Боске  (юго-восток)
- Гамильтон  (юг)
- Команче  (юго-запад)
- Истленд  (запад)

## Демография
По данным переписи населения 2000 года в округе проживало 33 001 жителей. Среди них 22,8 % составляли дети до 18 лет, 12,4 % люди возрастом более 65 лет. 50,5 % населения составляли женщины.
Национальный состав был следующим: 95,8 % белых, 1,3 % афроамериканцев, 0,8 % представителей коренных народов, 1,0 % азиатов, 18,3 % латиноамериканцев. 1,0 % населения являлись представителями двух или более рас.
Средний доход на душу населения в округе составлял $16655. 18,8 % населения имело доход ниже прожиточного минимума. Средний доход на домохозяйство составлял $40399.
Также 77,1 % взрослого населения имело законченное среднее образование, а 25,0 % имело высшее образование.